# 우스군

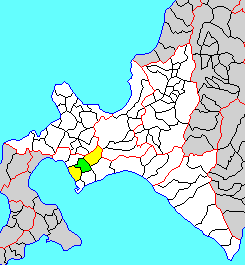
우스 군의 위치

우스군(일본어: 有珠郡)은 일본 홋카이도 이부리 지청의 군이다.
인구 2,298명, 면적 205.01km², 인구밀도 11.2명/km².(2025년 2월 28일, 주민기본대장인구)
이하 1정으로 구성된다.
- 소베쓰정(壮瞥町)

## 역사
에도 시대에 우스 군역은 동 에조치에 속해 마쓰마에번에 의해서 우스 장소가 설치되어 있었다. 에도 시대 후기에 국방을 위해 우스 군역은 천령이 되었다. 우스 군역에도 걸쳐 있는 우스 산은 예부터 화산활동이 번성했다. 1869년에 우스군이 두어져 홋카이도 이부리국에 포함되었다.
- 2006년 3월 1일 - 오타키 촌이 다테 시에 편입되었다.